# Mallotus polycarpus
Mallotus polycarpus är en törelväxtart som först beskrevs av George Bentham, och fick sitt nu gällande namn av Kulju och P.C.van Welzen. Mallotus polycarpus ingår i släktet Mallotus och familjen törelväxter. Inga underarter finns listade i Catalogue of Life.